# Hans Ebran von Wildenberg
Ritter Hans Ebran von Wildenberg (* nach 1426 vermutlich in Wildenberg; † vor 1503) war ein spätmittelalterlicher bayerischer Geschichtsschreiber und Hofmeister in Landshut und Burghausen.

## Leben
Hans (Johann) Ebran von Wildenberg stammte aus dem niederbayerischen „Turnieradel“ (also dem Stand, der an Ritterturnieren teilnehmen durfte) und war der älteste Sohn des Ulrich Ebran von Wildenberg († 1455) und dessen zweiter Frau, einer Geborenen von Gumppenberg. Das Geschlecht stand traditionell bei den Wittelsbachern in höfischen Diensten und hatte seine Wurzeln auf den beiden Burgen Wildenberg bei Abensberg/Niederbayern und Scherneck. In der Schlacht von Giengen soll Ritter Hans Ebran als Kriegshauptmann und einer von fünf Offizieren der Reiterei Ludwigs des Reichen von Niederbayern-Landshut mitgekämpft haben, will damals „überall dabei gewesen“ sein, behauptete jedoch später, alles zu erzählen würde zu „lang“. Er soll zu der Zeit (1462) Anfang dreißig gewesen sein. Im selben Jahr ist urkundlich belegt, dass Wildenberg aus Dankbarkeit für die Rückkehr aus dem Bayerischen Krieg zunächst eine neue Glocke, dann den Neubau der gesamten Kirche von Pürkwang nahe seinem Stammschloss stiftete.
Ähnlich wie seine Vorfahren suchte Hans Ebran Anstellung am niederbayerischen Hof. 1463 wurde er zum herzoglichen Rat ernannt. Von 1464 bis mindestens 1472 amtierte er als Pfleger, Rentmeister und Oberrichter in Landshut.
Ab 1479 amtierte er als Hofmeister von Herzogin Hedwig, der Frau von Georg dem Reichen, dem Nachfolger Ludwigs als Herzog von Niederbayern-Landshut und gleichzeitig als Vorsitzender Richter am Hofgericht in Burghausen. 1496 wird er als Hofmeister von Hedwigs Tochter Elisabeth erwähnt.
Hans Ebran von Wildenberg reiste nach Rom und Monte Cassino und pilgerte 1480 von dort aus angeblich sogar bis ins Heilige Land. In der Grabeskirche von Jerusalem soll der Ritterschlag erneuert worden sein, den er nach Auskunft des bayerischen Geschichtsschreibers Johannes Aventinus bereits unmittelbar vor der Schlacht von Giengen empfangen haben soll.
Wildenberg war mit Barbara Paulsdorferin von der Küren verheiratet. 1496 wurde er von Georg dem Reichen zu einem von dessen Testamentsvollstreckern ernannt. 1500 wird Wildenberg letztmals als lebend erwähnt, am 22. August 1503 wurde sein jüngster Bruder Heinrich, ein fleißiger „Turnierer“, mit einem seiner Lehen in Regensburg belehnt, so dass Hans Ebran zu einem unbekannten Zeitpunkt vor diesem Datum verstorben sein muss, nach neueren Forschungen zwischen März 1501 und August 1503.
Johann Ebran hatte neben Heinrich noch vier weitere Brüder: Sebastian starb offenbar früh, auch der Bruder Jobst wurde nicht sehr alt. Christoph Ebran von Wildenberg wurde Propst am Salzburger Dom und scheiterte dort als Gegen-Bischof. Peter von Wildenberg erbte den niederbayerischen Familien-Sitz.

## Geschichtsschreibung
Wildenberg ist einer der ganz wenigen spätmittelalterlichen Chronisten, der dem höfischen Adel angehörte. Angeblich fühlte er sich von seinem Förderer Herzog Ludwig dem Reichen zum Geschichtsschreiber berufen: „Sollte seines Lobes, seiner ritterlichen und streitbaren Händel in Zukunft nicht gedacht werden, dies kränkte mein Gemüth.“ Allerdings sind wenig Aufzeichnungen über seine eigene Lebenszeit erhalten, die Regierungszeit Ludwigs würdigte er nach 1484 äußerst knapp, möglicherweise auch deshalb, weil er an seinem Aufenthaltsort Burghausen keinen direkten Zugang zu amtlichen Schriftstücken aus dem Landshuter Archiv hatte. Schon der Historiker Sigmund Ritter von Riezler bedauerte 1889, dass Wildenberg keine „ausführlicheren Aufzeichnungen über selbst erlebte Geschichte“ zu Papier brachte.
Hans Ebran begann sich um 1465 mit bayerischer Geschichte zu befassen. Eine erste Fassung seiner bayerischer Chronik war um 1479 fertiggestellt, bevor der Autor ins Heilige Land pilgerte.
Zwischen 1490 und 1493 überarbeitete Ebran sein Werk, indem er Teile straffte und eine Vorrede hinzufügte. Zwei Abschriften der ersten Fassung sind aus der Zeit um 1500 und um 1560 in München überliefert; eine dritte Handschrift der Chronik mit eigenhändigen Korrekturen Wildenbergs ist in Weimar vorhanden, die die überarbeitete Fassung von etwa 1493 darstellt.
Nach eigener Aussage wurde Hans Ebran bei seinen Recherchen von zwei Geistlichen unterstützt. Er verließ sich auf damals gängige kirchliche Quellen wie Chroniken aus den Klöstern Tegernsee, Mondsee, Niederaltaich (wo ihn bei der Korrespondenz mit den Mönchen mit der Bitte um Auskünfte Herzog Georg persönlich unterstützt haben soll), Andechs und Kremsmünster, zitierte allerdings auch Fabeln, machte also keinen Unterschied zwischen „seriösen“ Angaben und offenkundigen Legenden nach heutiger Vorstellung.
Man hat seine Chroniken auch zu den Moral- und Erbauungsschriften des Spätmittelalters gezählt, in denen der Niedergang der Sitten und Gebräuche kurz vor der Reformation beklagt wird: „Oh, ihr Fürsten, geistliche und weltliche, wendet die großen Sünden, dass nicht der Zorn Gottes auf die Christenheit falle. Denn wahrlich, ihr müsst darum Antwort geben vor dem letzten Gericht.“ Wildenberg führte alle militärischen Siege auf das direkte Eingreifen Gottes zurück,  ließ sich nicht von (weltlichen) „fürstlichen Heldentaten“ beeindrucken, blendete wirtschaftliche und politische Tatsachen gern aus und argumentierte vorzugsweise mit seiner christlichen Gesinnung. Fluchen, Ämterkauf und Ehebruch waren für ihn die schlimmsten Sünden seiner Zeit.